# Tigana Razafimaninory
Jean José Tigana Razafimaninory (ur. 27 grudnia 1989 w Antananarywie) – madagaskarski piłkarz grający na pozycji pomocnika.